# ノア・クラウニー
- ノア・クロウニー

ノア・クラウニー（Noah Clowney, 2004年7月14日 - ）は、アメリカ合衆国・サウスカロライナ州スパータンバーグ出身のプロバスケットボール選手。NBAのブルックリン・ネッツに所属している。ポジションはパワーフォワード。

## 経歴

### ハイスクール
高校4年目のシーズンに平均17.5得点、9.7リバウンド、1.7ブロックを記録した。
主要サイトから4つ星評価を受け、アラバマ大学へ進学した。他にはバージニア工科大学、フロリダ大学、インディアナ大学からもオファーを受けていた。

### カレッジ
2022-23シーズン開幕前に行われたヨーロッパツアーや、中国代表との練習試合に出場した。開幕後は先発を務め、平均9.8得点、7.9リバウンドを記録。シーズン終了後に2023年のNBAドラフトへアーリーエントリーすることを表明した。

### ブルックリン・ネッツ
2023年6月22日に行われたNBAドラフトにて1巡目全体21位でブルックリン・ネッツから指名され、7月11日にネッツとのルーキー契約に合意した。
2023-24シーズン、10月30日にNBAGリーグのロングアイランド・ネッツへアサインされ、11月10日のラプターズ・905戦で12得点、12リバウンド、4ブロックを記録した。同月25日のミルウォーキー・バックス戦でNBAデビューを果たし、1リバウンドを記録したが、チームは124-144で敗れた。2024年4月3日のインディアナ・ペイサーズ戦で、ベンチ出場ながらキャリアハイとなる10リバウンドを含む22得点、1アシストを記録し、チームは115-111で辛勝した。 
2024-25シーズン、2025年4月2日に右足首を捻挫する怪我を負い、残りのシーズンを全休することが発表された。このシーズン、クラウニーは46試合（内20試合先発）に出場し、平均9.1得点、3.9リバウンド、0.9アシストを記録した。

## 個人成績

### NBA

#### レギュラーシーズン
| シーズン | チーム | GP | GS | MPG  | FG%  | 3P%  | FT%  | RPG | APG | SPG | BPG | PPG |
| -------- | ------ | -- | -- | ---- | ---- | ---- | ---- | --- | --- | --- | --- | --- |
| 2023–24  | BKN    | 23 | 4  | 16.1 | .538 | .364 | .700 | 3.5 | .8  | .3  | .7  | 5.8 |
| 2024–25  | BKN    | 46 | 20 | 22.7 | .358 | .333 | .838 | 3.9 | .9  | .5  | .5  | 9.1 |
| 通算     | 通算   | 69 | 24 | 20.5 | .394 | .337 | .800 | 3.8 | .8  | .5  | .5  | 8.0 |

### カレッジ
| シーズン | チーム   | GP | GS | MPG  | FG%  | 3P%  | FT%  | RPG | APG | SPG | BPG | PPG |
| -------- | -------- | -- | -- | ---- | ---- | ---- | ---- | --- | --- | --- | --- | --- |
| 2022–23  | アラバマ | 36 | 36 | 25.4 | .486 | .283 | .649 | 7.9 | .8  | .6  | .9  | 9.8 |